# Sankt Anna am Aigen
Sankt Anna am Aigen je městys v rakouské spolkové zemi Štýrsko, v okrese Jihovýchodní Štýrsko. Území obce sousedí se Slovinskem.
K 1. lednu 2015 zde žilo 2 368 obyvatel.